# シング・シング・シング
「シング・シング・シング」（原題：Sing, Sing, Sing (With a Swing)）は1936年に発表された楽曲である。
ジャズ歌手、トランペット奏者のルイ・プリマが作曲した曲で、プリマの率いるバンド「ニューオーリンズ・ギャング」によって最初に録音された。レコードは、ブランズウィック・レコードによって1936年2月28日に発売された。SPレコード規格では、「It's Been So Long」がB面に収録されている。
ベニー・グッドマンのバージョンは、カバーである。

## 解説
この曲はスウィング・ジャズの代表曲の一つとして知られており、ビッグバンドやスウィング演奏家の間でよく演奏されている。特にフレッチャー・ヘンダーソンが編成を担当したベニー・グッドマン楽団のそれは有名である。
トロンボーンとトランペットの掛け合いによる躍動感あるイントロ、サクソフォーンとトランペットが奏でるマイナーキーにもかかわらずダンサブルで華やかなメロディ、延々と続くドラムソロが印象的な楽曲であり、スウィング・ジャズの特徴を余すところ無く盛り込んだ一曲である。さらには後述のベニー・グッドマンの影響もあり、クラリネットのソロでもお馴染みである。
1938年にベニー・グッドマン楽団がカーネギー・ホールでのコンサートで演じて以来、同楽団の代表曲として知られる。グッドマンは、差別の激しい時代に黒人ジャズマンを楽団に採用した、リベラルな白人としても知られている。特に、当時の同楽団の白人ドラマー、ジーン・クルーパの黒人的なドラムソロは革新的で、ジャズ・ドラミングの常識を覆すほど革新的だった。編曲者については諸説あるが、アフロアメリカンによる編曲であることは確定的である。グッドマンの演奏は、1982年にグラミーの殿堂入りを果たした。
以後も数々のビッグバンドによってカバーされ、日本映画『スウィングガールズ』でも特徴的に取り上げられている。
日本の京都橘高等学校を筆頭に、各国の中学校・高等学校およびそれに相当する学校のブラス・バンドや吹奏楽向けの編曲もなされ、吹奏楽の代表曲として取り上げられることも多い。
また、フィギュアスケートのプログラムにもよく使用されている。2001-2002シーズンに本田武史（途中で「ドン・キホーテ」に変更）、2005-2006シーズンにジェフリー・バトル、2009-2010シーズンにレイチェル・フラット、デニス・テンなど、それぞれのフィギュア選手がショートプログラムに同曲を採用した。